# Pierre Prosper Demadières
Pierre Demadières (né le 20 novembre 1763 à Orléans, mort le 3 avril 1839 à Montmartre) est un négociant et homme politique, maire de Rouen de 1804 à 1812.

## Biographie
Pierre Demadières naît le 20 novembre 1763 dans la paroisse Saint-Benoît-du-Retour d'Orléans. Il est le fils de Pierre Antoine, négociant et Suzanne Françoise Fleury.
Négociant en tissus, il s'installe à Rouen. Il devient à sa fondation membre de la Légion d'honneur.
Le 28 ventôse an XII, il est nommé par arrêté du premier consul maire de Rouen à la suite de Pierre Nicolas de Fontenay. 
Il épouse le 28 vendémiaire an XIV à Rouen Marie Rosalie de Cacqueray-Demouval, après la mort de sa première épouse Marie Marthe Gilles, décédée le 6e jour complémentaire an XI. Il élève Jean Baptiste Marc Antoine Descamps (1742-1836) qui deviendra le premier conservateur du musée des beaux-arts de Rouen.
Il est renommé maire de Rouen le 18 mars 1806 par décret de l'Empereur. 
Il inaugure en grande pompe le 4 juillet 1809 le musée des beaux-arts de Rouen installé au 1er étage de l’hôtel de ville, dont il a nommé premier conservateur Marc-Antoine Descamps, en 1806. Il est également de 1810 à 1812 président de l'Académie de Rouen.
Il est suspendu le 9 février 1812 par arrêté du ministre de l'intérieur. Sa suspension, de même que celle du préfet, fait suite à un déficit dans la caisse du Receveur municipal.

## Titres
- Chevalier de l'Empire (lettres patentes du 5 octobre 1808)
- Baron de l'Empire (lettres patentes du 16 décembre 1810)

## Armoiries
| Figure | Blasonnement |
|        | Armes du chevalier Demadières et de l'Empire Tiercé en fasce au 1 de pourpre à trois besants d'argent, au 2 de gueules au signe des chevaliers légionnaires, au 3 d'argent au coq de sable accompagné de deux triangles d'azur. |
|        | Armes du baron Demadières et de l'Empire Tiercé en fasce au 1 d'azur à trois triangles d'argent posés en fasce, au 2 d'or, au 3 de gueules à trois besants d'argent ordonnés, au franc quartier des Barons-Maire.               |

## Distinctions
- Chevalier de la Légion d'honneur le 12 octobre 1883[1]